# Ponç de la Guàrdia
Ponç de la Guàrdia (1154?-1188?) fue un caballero del linaje de Saguàrdia, señores de un castillo cerca de Ripoll. No era un trovador profesional, sino un caballero al cual, según dice el mismo, le gustaba que las damas occitanas celebrasen sus composiciones. Se sabe que participó en el sitio de Cuenca (1177) bajo las órdenes del rey Alfonso I y, más tarde, en la expedición del rey contra el conde Raimundo V de Tolosa.

Su obra la forman nueve composiciones amorosas, cuatro de las cuales forman un pequeño ciclo dedicado a una dama que nombraba con el senhal de On-tot-mi-platz. Aunque como todos los trovadores escriben en occitano, se pueden detectar, algunas palabras en catalán en sus poemas (de hecho eso pasa frecuentemente en los trovadores catalanes, sobre todo en Cerverí de Gerona).

En la siguiente canción, Ponç de la Guàrdia, a punto de emprender una expedición de resultados dudosos hacia Tolosa, se dirigió a su dama para recordarle cómo la quiere y cómo la recuerda, y cómo todo aquello que podían ser pequeños malentendidos ya no tienen ninguna importancia. Se trata de un breve testamento amoroso.
| I Farai chanzo ans que veinha.l laig tems, pus en Tolsa non n'anam tuit essems. A Deu coman tot cant reman de zay: ploran m'en part, car las domnas ams nems. Tot lo pais, de Salsas tro a Trems, salv Deus, e plus cel on midons estai II Tot n'o am mais car ma dona i sai; qu'el'es mos jois et el'es tot cant ai, e res no.m am mas leys cui amar suel ni de mos jorns autra non amarai; e sai e cre que leis aman morai, pus a leis platz qu'enaixi m'o acuill, III Cant e leis plaitz que.m fay tort ni orguil, sitot m'o vey, conoixer non o vul. Mas ben conosc tot cant me fai de be: lo be.l graesc e.l mal, sitot m'en duil. C'om peitz me fai, can m'esgaran sey oil, ai tant de yoy que del mal no.m sove. IV Non es nuils joys lo desir que me'n ve, que si.m destreinh, non ay poder de me, mas sol d'aitan can tot soletz m'estau e pes de leis ab lo cor que la ve: aquel douz pes me sojorn'e .m reve et ai n'aut pessan mant bon jornau. V Domna, vos etz manenta de bon lau e, ses mentir, la gencer c'om mentau: per qu'eu sofer totz mos mals e deport que trac per vos soletz e mon cabau, e n'ai dolor, mas vos estatz suau: d'aizo m'es vis que faitz alques de tort. VI Us lauzengiers me vol far paitz de mort; mas no m'en clam, que mout n'ai bon conort e no.y ay dan, et il fai que vilans. Ja no s'en lais, que pesari.m fort: que esters son grat auray joy e deport merces midons, a cui baissei les mans. | I Haré una canción antes de que venga el mal tiempo, ya que en Tolosa vamos de pronto. A Dios encomiendo todo cuanto queda aquí: llorando me voy, porque las damas amo mucho. Todo el país, desde Salses hasta Tremp, guarde Dios, y mas allá donde mi señora está. II La amo aún mas porque mi dama está; que ella es mi gozo y ella es todo lo que tengo, y nada amo sino a ella a la cual siempre he amado y en mis días ninguna otra amaré; y se y creo que moriré amándola, porque si a ella le place que así me lo conceda. III Cuando a ella le place ofenderme y mostrarse orgullosa, aunque lo veo, no quiero reconocerlo. Mas bien reconozco todo el bien que me hace: el bien le agradezco y el mal, aunque me duele. Como peor me trata, cuando sus ojos me miran, tengo tanto gozo que no me acuerdo. IV No es ninguna joya el deseo que me domina, que se me apodera, que no tengo poder sobre mi, solamente cuando me encuentro solo y pienso en ella con el corazón que la ve: este dulce pensamiento me descansa y me resarce y pensando en ella he tenido muy buenos días. V Señora, vos sois famosa de buen nombre y, sin mentir, la mas gentil que uno puede nombrar; por la cual cosa yo soporto todos mis males y esfuerzos que pierdo la razón por vos, y tengo dolor, pero vos estáis tranquila: en eso creo que sois un poco injusta. VI Un maldiciente me quiere peor que muerto; pero no me quejo, que tengo un buen consuelo y no tengo daño, y ella actúa como un villano. Ya no se cansa que pesaría mucho: que pese a el tener gozo y placer gracias a ''midons'', a quien besé las manos. |

- Datos: Q658850